# Joseph Felsenstein

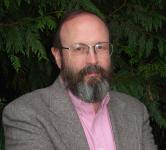
Joseph Felsenstein

Joseph Felsenstein (* 9. Mai 1942 in Philadelphia) ist ein US-amerikanischer Evolutionsbiologe und Genetiker.
Felsenstein studierte an der University of Wisconsin–Madison mit dem Bachelor-Abschluss 1964 und wurde 1968 bei Richard Lewontin an der University of Chicago in Zoologie promoviert (Dissertation: Statistical inferences and the estimation of phylogenies). 1967/68 war er am Institute for Animal Genetics in Edinburgh und 1967 wurde er Assistant Professor und 1978 Professor für Genetik an der University of Washington.
Er befasst sich mit theoretischer Populationsgenetik, Modellen der Makroevolution und Phylogenetik (zum Beispiel statistische Schätzungen evolutionärer Stammbäume). Dazu entwickelte er auch Computerprogramme (PHYLIP). Er schlug 1985 die Verwendung von Bootstrapping-Verfahren vor um die Zuverlässigkeit der berechneten Stammbäume zu analysieren.
2008 war er einer der Empfänger der Darwin-Wallace-Medaille. 1993 war er Präsident der Society for the Study of Evolution. 1993 erhielt er den Sewall Wright Award, 2009 den John J. Carty Award der National Academy of Sciences und 2013 den Internationalen Preis für Biologie der Japan Society for the Promotion of Science. 1992 wurde er in die American Academy of Arts and Sciences gewählt, 1999 in die National Academy of Sciences. 2000 erhielt er den Weldon Memorial Prize.
Ab 1993 war er im Herausgebergremium des Journal of Molecular Evolution und ab 1994 von Journal of Computational Biology. 1978/79, 1983 bis 1986 war er Associate Editor von Evolution und 1975 bis 1986 und 1995 bis 1998 von Theoretical Population Biology.
Er ist der Bruder von Lee Felsenstein.

## Schriften (Auswahl)
- Maximum Likelihood and Minimum-Steps – Methods for Estimating Evolutionary Trees from Data on Discrete Characters. In: Systematic Biology. Band 22, 1973, S. 240–249.
- Evolutionary trees from DNA sequences: A maximum likelihood approach. In: Journal of Molecular Evolution. Band 17, 1981, S. 368–376.
- Numerical Methods for Inferring Evolutionary Trees. In: The Quarterly Review of Biology. Band 57, 1982, S. 379–404, doi:10.1086/412935.
- Confidence limits on phylogenies: an approach using the bootstrap. In: Evolution. Band 39, 1985, S. 783–791.
- Phylogenies and the Comparative Method. In: The American Naturalist. Band 125, 1985, S. 1–2.
- Phylogenies from Molecular Sequences: Inference and Reliability. In: Annual Review of Genetics. Band 22, 1988, S. 521–565.
- Inferring Phylogenies. Sinauer Associates, Sunderland, Mass., 2004.
- Theoretical Evolutionary Genetics (Online).